# مقاس قديم
مقاس قديم هي قرية في مقاطعة كليبر، إيران. عدد سكان هذه القرية هو 40 في سنة 2006.